# Umi yukaba
Umi yukaba (海行かば) – japońska pieśń patriotyczna oparta na poemacie waka autorstwa Ōtomo no Yakamochi, do której muzykę napisał w 1937 roku Kiyoshi Nobutoki. Została ona uznana za oficjalny hymn Japońskiej Cesarskiej Marynarki Wojennej. Była popularna nie tylko wśród marynarzy, ale także w szeregach armii lądowej. Wraz z zakończeniem okupacji piosenka stała się jeszcze bardziej popularna w kręgach wojskowych Japonii i odtwarzana w trakcie występów Japońskich Morskich Sił Samoobrony.

## Tekst
| 海行かば 水漬く屍 山行かば 草生す屍 大君の辺にこそ死なめ かへりみはせじ | Umi yukaba Mizuku kabane Yama yukaba Kusa musu kabane Ōkimi no he ni koso shiname Kaerimi wa seji | Jeśli wypłynę na morze Czeka mnie daleki grób w głębinach Jeśli pójdę w góry Czeka mnie grób pośród traw Ale jeśli będę mógł zginąć za Cesarza Nie będę tego żałował. |